# 2000 WL183
2000 WL183, também escrito como 2000 WL183, é um objeto transnetuniano que está localizado no Cinturão de Kuiper, uma região do Sistema Solar. Este corpo celeste é classificado como um cubewano. Ele possui uma magnitude absoluta (H) de 7,6 e tem um diâmetro estimado de cerca de 133 km.

## Descoberta
2000 WL183 foi descoberto no dia 26 de novembro de 2000 pelos astrônomos O. R. Hainaut, C. E. Delahodde e A. C. Delsanti.

## Órbita
A órbita de 2000 WL183 tem uma excentricidade de 0,062 e possui um semieixo maior de 43,773 UA. O seu periélio leva o mesmo a uma distância de 41,061 UA em relação ao Sol e seu afélio a 46,485 UA.